# Wikipedia tiếng Sunda
Wikipedia tiếng Sunda (tiếng Sunda: Wikipedia basa Sunda) là phiên bản tiếng Sunda của Wikipedia, một bách khoa toàn thư mở. Hiện phiên bản này có tất cả 62.019 bài viết.